# She’s the One (1996)
She’s the One (Verweistitel: Eine für's Leben) ist eine US-amerikanische Filmkomödie von Edward Burns aus dem Jahr 1996.

## Handlung
Mickey Fitzpatrick arbeitet in New York City als Taxifahrer, sein Bruder Francis ist Börsenmakler an der Wall Street. Obwohl Francis mit Renee verheiratet ist, hat er eine Affäre mit der früheren Freundin seines Bruders, Heather Davis. Heather hat wiederum einen deutlich älteren, vermögenden Liebhaber.
Eines Tages steigt die Studentin Hope in Mickeys Taxi und bittet ihn, sie zur Hochzeit ihrer besten Freundin nach New Orleans zu fahren. Auf der Feier heiraten Mickey und Hope ebenfalls, obwohl sie sich erst 24 Stunden kennen. Nach der spontanen Hochzeit besuchen die beiden Mickeys Bruder Francis und dessen Frau Renee, die die schnelle Heirat knapp 24 Stunden nach dem ersten Treffen romantisch findet. Francis hingegen empfindet die Entscheidung seines Bruders als unseriös. Außerdem ist er sauer, dass er bei der seiner Meinung nach überstürzten Hochzeit nicht als Trauzeuge anwesend war. Renee, die noch kurz vor dem Besuch wegen ihres unerfüllten Liebeslebens mit Francis stritt, fragt Mickey sarkastisch, ob dieser noch weitere Brüder habe. Noch kann sie nicht ahnen, dass Francis sie verschmäht, weil er eine Affäre mit Heather hat und bereits ihre Scheidung plant.
Eines Tages ist Heather zufällig Kundin in Mickeys Taxi. Er begleitet sie in ihre Wohnung, sein Fernsehgerät mitzunehmen. Er gibt ihr die Armbanduhr zurück, die sie ihm einmal geschenkt hat. Heather, die wie Mickeys Bruder an der Wall Street als Börsenmaklerin arbeitet, verspottet Mickeys beruflichen Werdegang. Hope wiederum ist eifersüchtig, als sie erfährt, dass Mickey seine ehemalige Verlobte Heather besucht hat, fängt sich aber wieder schnell.
Hope will in Paris studieren und einen Doktorgrad erwerben. Während ihres Studiums soll Mickey sie begleiten. Da Mickey nicht sofort von ihren Zukunftsplänen begeistert ist und Bedenken äußert, ändert sie ihren Wunsch und teilt ihm mit, dass sie alleine das Land verlassen werde. Um ihre Beziehungskrisen zu meistern, besuchen Mickey und Francis häufig ihren Vater, von dem sie Ratschläge in ihren Liebesangelegenheiten bekommen.
Francis macht Heather einen Heiratsantrag. Heather erbittet sich Bedenkzeit für die Entscheidung. Noch bevor sie Francis ihre Antwort mitteilen kann, warnt Mickey seinen Bruder, dass Heather ihr Studium mittels Prostitution finanziert habe. Obwohl Francis sich vorübergehend von ihr abwendet, versucht er zu ihr zurückzukehren. Doch Heather hat zwischenzeitlich bereits ihren älteren Liebhaber, der ihr treuster Stammkunde während ihres Studiums war, geheiratet. Daraufhin ruft Francis bei Renee an, von der er inzwischen verlassen worden ist, um ihr mitzuteilen, dass er einen Fehler gemacht habe, den er nun bereue. Renee ist jedoch zwischenzeitlich zu ihrem ehemaligen Freund aus der Highschool zurückgekehrt und weist Francis ab.
Mickey verkündet, dass er seiner Frau nach Paris folgen möchte. Sie zweifelt zuerst an der Zukunft ihrer Ehe. Kurz vor dem Abflug begleitet sie jedoch Mickey, Francis und den Vater der beiden beim Angeln. Obwohl Mickeys Vater generell keine Frauen auf seinem Boot duldet, schafft er es durch seinen Sinneswandel, die Ehe eines seiner Söhne zu retten, nachdem ihn seine eigene Ehefrau Tage zuvor verlassen hat, die ihn – unter dem Vorwand zur Kirche zu gehen – monatelang betrogen hatte.

## Kritiken
James Berardinelli schrieb auf ReelViews, die im Film erzählte Geschichte sei eigentlich interessant, aber Edward Burns gestalte sie „künstlich“. Er spottete, New York brauche nur einen Woody Allen. Berardinelli lobte die Darstellungen von John Mahoney und Cameron Diaz, mit Einschränkungen auch die Darstellung von Jennifer Aniston.
Roger Ebert schrieb in der Chicago Sun-Times vom 23. August 1996, Cameron Diaz beweise in der Komödie, dass sie eine „echte Schauspielerin“ („real actress“) und außerdem „eine der schönsten Frauen der Filmwelt“ („one of the most beautiful women in the movies“) sei. Die Dialogpartien von John Mahoney, der den Vater der Brüder spielte, sowie die Art, wie die Texte dargeboten wurden, verspottete Ebert. Insgesamt fand er den Film „enttäuschend“.

„Eine kleine romantische Komödie, die durch einige komische Dialoge unterhalten kann, die aber über die dargestellte Generation der knapp Dreißigjährigen kaum Aufschluß gibt.“

„Frisch agiernde Darsteller, lebensechte Dialoge und authentisch wirkende Situationen sorgen für angenehme Unterhaltung.“

## Auszeichnungen
Edward Burns wurde im Jahr 1996 für einen Sonderpreis des Deauville Film Festival nominiert. Tom Petty wurde 1997 für den Song Walls für den Golden Satellite Award nominiert.
Die Deutsche Film- und Medienbewertung FBW in Wiesbaden verlieh dem Film das Prädikat besonders wertvoll.